# PrestaShop
PrestaShop is een gratis, opensource e-commerce-oplossing. De software is vrijgegeven onder de Open Software License. Het is geschreven in de programmeertaal PHP met ondersteuning voor het databasemanagementsysteem MySQL.
PrestaShop wordt momenteel door 250.000 winkels over de gehele wereld gebruikt en is beschikbaar in 60 talen, waaronder Nederlands.

## Geschiedenis
PrestaShop begon in 2005 als een project van studenten op de EPITECH IT School in Parijs. De oorspronkelijke naam was phpOpenStore en was beschikbaar in twee talen: Engels en Frans. Drie maanden na de lancering van het project was het vertaald in dertien talen.
Het bedrijf achter het opensourceproject, PrestaShop SA, is opgericht in 2007 door Igor Schlumberger en Bruno Lévêque.
Tussen mei 2010 en april 2012, groeide PrestaShop van 17 medewerkers naar meer dan honderd en opende het een tweede vestiging in Miami.
In maart 2014 heeft PrestaShop SA 9,3 miljoen dollar opgehaald in een Series B Funding om verder over de wereld te kunnen uitbreiden.
In januari 2015 heeft het bedrijf PrestaShop Cloud gelanceerd, een gratis, door PrestaShop zelf gehoste versie van haar software.
In oktober 2019 is de tweede vestiging (Miami) gesloten.
Volgens de website BuiltWith.com, is het marktaandeel van PrestaShop op het gebied van opensource e-commerce-websites 9%. Volgens W3Techs wordt PrestaShop gebruikt op 0,5% van alle websites.

## Businessmodel
Het bedrijf achter het opensourceproject heeft de volgende inkomstenbronnen:
- PrestaShop Addons, een marktplaats waar winkeliers aangepaste modules en thema's voor hun winkels kunnen aanschaffen.
- Samenwerkingsverbanden met andere online bedrijven zoals PayPal of Google (door het bijvoorbeeld includeren van bepaalde software).[13]

## Kenmerken
PrestaShop heeft ruim driehonderd functies om producten, betalingen, verzendingen, fabrikanten en leveranciers te beheren. PrestaShop gebruikt een responsive templatesysteem waarmee gebruikers hun winkelthema kunnen passen en nieuwe functionaliteit kunnen toevoegen met modules. De PrestaShop Addons-marktplaats biedt een platform voor externe ontwikkelaars om thema's en modules te verkopen aan winkeliers.